# 佐藤屋
佐藤屋（さとうや、株式会社佐藤松兵衛商店）は、山形県山形市に本社を置く和洋菓子製造メーカー。

## 概要
1821年に初代佐藤松兵衛が創業。同県村山地方の銘菓「乃し梅」の製造元祖とされ、山形市内に本支店5店を展開する。洋菓子も県内で最も古くから扱っている菓子舗のひとつである。
2007年末、京都の老舗和菓子店「末富」で修行した7代目松兵衛の長男である佐藤慎太郎が入社以降、1年に4～5種類の新商品を発売し、近年は「乃し梅」を使った新商品の発売に注力している。伝統を守っているだけでは続くのが難しい。攻めることも必要です。と佐藤は話している。

## 乃し梅
初代松兵衛が、梅の実と黒砂糖、寒天を混ぜ合わせ、梅羊羹として売り出したものが「乃し梅」の原型となった。三代目がそれを「乃し梅」と命名し明治時代に商品化するが、当時は梅の実を保存する方法が無く、夏季限定の商品だった。後年、水煮した梅の実を缶の中で密封し、煮沸消毒する方法にたどり着き、通年製造を始めた。佐藤屋では三代目当時の製法を頑なに守り、伝統の味を今日まで伝えている。原料の梅は大半が、天童市や東根市など地元産。